# Albatroz (filme)
Albatroz é um filme de suspense brasileiro de 2019 dirigido por Daniel Augusto e escrito por Bráulio Mantovani. O filme conta a história de uma fotógrafo que recebe críticas após registrar cenas de um atentado terrorista. É estrelado por Alexandre Nero, Andréa Beltrão, Camila Morgado, Maria Flor, Gustavo Machado e Andreia Horta.
Albatroz teve sua estreia mundial em 23 de fevereiro de 2019 no Fantasporto, em Portugal, e foi lançado no Brasil a partir de 7 de março de 2019 pela Paris Filmes. O filme foi recebido com críticas mistas e negativas que, no geral, o classificaram como um filme experimental que se perde na própria ambição.

## Sinopse
Simão (Alexandre Nero) é um fotógrafo casado com Catarina (Maria Flor) que enfrenta uma crise em seu casamento após se apaixonar pela atriz judia Renée (Camila Morgado). Ele decide viajar com Renée para Jerusalém. Durante a viagem, ele presencia um atentado terrorista e registra as cenas com sua câmera. As fotos do acontecimento tornam Simão um fotógrafo mundialmente famoso. Entretanto, disparam críticas em relação a sua atitude: em vez de evitar a tragédia, optou por registrar o momento.
As duras críticas fazem com que Simão desenvolva depressão e abandone seu trabalho com fotografia. De volta ao Brasil, enquanto tenta salvar seu casamento, Simão é procurado por uma ex-namorada de adolescência e primeiro amor, Alícia (Andréa Beltrão), que o convida para realizar seu desejo de fotografar os sonhos no laboratório da neurocientista Dra. Weber (Andréia Horta). Porém, a aventura artístico-científica logo se revela ser uma terrível armadilha. Incapaz de saber se está sonhando ou acordado, Simão enfrenta aterradores fantasmas do passado e teme estar sendo usado em uma sinistra conspiração política de consequências potencialmente catastróficas.[carece de fontes?]

## Elenco
- Alexandre Nero como Simão Alcóbar
- Andréa Beltrão como Alícia Henricksehn
- Maria Flor como Catarina Piselli
- Camila Morgado como Renée
- Andréia Horta como Dra. Weber
- Gustavo Machado como Kenny/Osami
- Marcelo Serrado como Sinistro
- Roney Facchini como Ibson
- Bel Kowarick como Sabrina
- Paula Picarelli como Welatwurst
- Stephanie Degreas como Federica
- Martha Nowill como Guia
- Marcelo Lazzaratto como Dr. Jericó
- Carlota Joaquina como chefe de enfermagem
- Philipp Lavra como Ímã
- Ben Ludmer como Rabino

## Produção
O filme é escrito por um dos roteiristas mais conhecidos do cinema brasileiro, Bráulio Mantovani, responsável pelos roteiros de Tropa de Elite (2007) e Cidade de Deus (2002). Segundo ele, a ideia do filme é experimentar algo inovador no cinema nacional, apostando em um suspense com toques de ficção científica. Daniel Augusto assina a direção do filme, sendo esse seu segundo longa-metragem ficcional.
A produção do filme foi liderada por Carolina Kotscho, casada com o roteirista do filme Bráulio Mantovani. O roteirista e o diretor do filme se conheceram quando Daniel e Carolina dirigiam e produziam, respectivamente, a cinebiografia de Paulo Coelho, Não Pare na Pista, de 2014. Foi nessa época que surgiu a ideia de juntos criarem o filme Albatroz.
A direção de fotografia é assinada por Jacob Solitrenick, enquanto que direção de arte é de Juliana Lobo e a trilha sonora do Instituto. O orçamento do filme foi estimado em R$ 6 milhões.

## Lançamento
A estreia mundial do filme ocorreu em 23 de fevereiro de 2019 no Festival de Cinema de Porto, em Portugal. Em 2018, Alabatroz foi exibido no Festival de Cinema de Havana, em Cuba, porém não chegou a participar da mostra competitiva de filmes. O lançamento comercial no Brasil se deu em 7 de março de 2019 pela Paris Filmes.
Estreou na Grécia em 10 de maio de 2019 sendo exibido no Festival de Cinema de Horrorant. Em 15 de junho de 2019 foi lançado na China no Festival Internacional de Cinema de Xangai.

## Recepção

### Resposta da crítica
Albatroz recebeu críticas mistas sobre seu desempenho. Caio Lopes do site Observatório do Cinema deu ao filme 3,5 estrelas de 5: "Suspense experimental, Albatroz se destaca por seu projeto ambicioso e um elenco que se entrega à sua proposta, mas não deve fazer o gosto de todos."
Bruno Carmelo, do site Adoro Cinema, deu ao filme 4 estrelas de 5, o que classifica a produção como "Muito bom", em suas palavras: "Albatroz sublinha ao espectador o fato de estar assistindo a uma encenação, diante de atores, com a presença de câmeras, com cortes abruptos e um roteiro que utiliza falas literárias. A cada momento em que nos aproximamos da imersão na trama, o filme nos expulsa novamente. A cada teoria que possamos elaborar sobre os caminhos de Simão, Catarina, Alícia e Renée, uma guinada sugere que não compreendemos nada. Mais do que uma brincadeira junto ao espectador, o resultado é um enigma: “Decifra-me ou devoro-te”. Que se participe ou não, é com prazer que tamanha afronta aos sentidos ganha as telas dos nossos cinemas. Precisamos de mais albatrozes para equilibrar a nossa produção cinematográfica."
Danilo Areosa, do site Cineset, disse: "Albatroz é um corpo estranho dentro dos lançamentos nacionais para o grande público e um caso particular de trazer atores globais dentro de um exercício de interpretação pouco comum na carreira dos mesmos – mesmo que não aproveite um elenco tão legal assim como faz com Alexandre Nero. É um projeto interessante que procura oferecer algo diferenciado ao público."

### Prêmios e indicações
| Ano  | Associações                             | Categoria                           | Recipiente(s)                                                   | Resultado | Ref.   |
| ---- | --------------------------------------- | ----------------------------------- | --------------------------------------------------------------- | --------- | ------ |
| 2019 | Horrorant Film Festival 'Fright Nights' | Melhor Filme                        | Albatroz                                                        | Indicado  | [ 11 ] |
| 2020 | Prêmio ABC de Cinematografia            | Melhor Fotografia de Longa-metragem | Jacob Solitrenick                                               | Indicado  | [ 11 ] |
| 2020 | Prêmio ABC de Cinematografia            | Melhor Montagem                     | Fernando Stutz                                                  | Indicado  | [ 11 ] |
| 2020 | Prêmio ABC de Cinematografia            | Melhor Som                          | Gabriela Cunha, Daniel Turini, Fernando Henna e Gustavo Garbato | Indicado  | [ 11 ] |